# لوئیس اسکات
لوئیس اسکات (انگلیسی: Louis Scott؛ ۱۶ نوامبر ۱۸۸۹ – ۱۷ مه ۱۹۵۴) دونده اهل ایالات متحده آمریکا بود.
وی در مسابقات کشوری و بین‌المللی در مجموع برندهٔ ۱ مدال طلا شده‌است.